# Freie Rhythmen
Als freie Rhythmen bezeichnet man reimlose, metrisch ungebundene Verse mit beliebiger Silbenanzahl und unterschiedlich vielen Hebungen und Senkungen, die dennoch einen bestimmten Rhythmus aufweisen. Im Unterschied zur Prosa sind Korrespondenzen in der Verteilung der Hebungen erkennbar. Freie Rhythmen erscheinen in Gedichten ohne feste Strophenform, die Verse können aber dennoch in Versgruppen gegliedert sein. Bei gleicher Länge der Gruppen spricht man dann von einer Gliederung in Scheinstrophen.

## Formen
Die freien Rhythmen sind eine Erfindung Friedrich Gottlieb Klopstocks, der sich damit vom Opitz’schen Metrenzwang lossprach und bewusst Anlehnung an die antiken Odenmaße, insbesondere die Dithyramben Pindars, suchte. Neben dem antiken Einfluss sind auch die Psalmen Davids, und zwar in der (Prosa-)Übersetzung Martin Luthers, sowie die damals noch als authentisch geltenden Gesänge Ossians als Vorbilder zu nennen. Beispiele freier Rhythmen erscheinen im Werk Klopstocks erstmals in Dem Allgegenwärtigen (1758) und in Frühlingsfeier (1759). Aus dieser die ersten Verse als Beispiel:
Nicht in den Ozean der Welten alle

Will ich mich stürzen! schweben nicht,

Wo die ersten Erschafnen, die Jubelchöre der Söhne des Lichts,

Anbeten, tief anbeten! und in Entzückung vergehn!

Nur um den Tropfen am Eimer,

Um die Erde nur, will ich schweben, und anbeten!

Halleluja! Halleluja! Der Tropfen am Eimer

Rann aus der Hand des Allmächtigen auch!
Otto Knörrich hat diese Ablösung von der Tradition, die nach den bereits reimlosen Klopstockschen Oden auch Strophe und festes Metrum aufgab, als den „bedeutendsten Beitrag der deutschen Dichtung zur internationalen Formensprache des Verses“ bezeichnet. Klopstock muss sich solcher Bedeutung bewusst gewesen sein, denn in seiner Ode Auf meine Freunde schreibt er 1747 antizipierend:
Willst du zu Strophen werden, o Lied, oder

Ununterwürfig Pindars Gesängen gleich,

Gleich Zeus erhabnen trunknen Sohne,

Frei aus der schaffenden Seele taumeln?
Weitergeführt wurde die Form in Goethes früher Lyrik (Wandrers Sturmlied, Ganymed, Mahomets Gesang, Prometheus) und überhaupt bei den Dichtern des Sturm und Drang.
Als Beispiel die ersten Verse aus Goethes Ganymed:
Wie im Morgenglanze

Du rings mich anglühst,

Frühling, Geliebter!

Mit tausendfacher Liebeswonne

Sich an mein Herz drängt

Deiner ewigen Wärme

Heilig Gefühl,

Unendliche Schöne!
Lessing schrieb über Klopstocks Dem Allgegenwärtigen im 51. Literaturbrief: „eigentlich ist es weiter nichts als eine künstliche Prosa, in alle Teile ihrer Perioden aufgelöset, deren jeden man als einen einzeln Vers eines besondern Sylbenmaßes betrachten kann.“ Tatsächlich sind die metrischen Formen bei Klopstock, Goethe und auch bei Hölderlin (Hyperions Schicksalslied) keineswegs beliebig und eigentlich auch nur bedingt „frei“, da sehr häufig antike Versmaße verwendet, zitiert und variiert werden.
Betrachtet man die ersten beiden Verse
Nicht in den Ozean der Welten alle

Will ich mich stürzen! schweben nicht
des Gedichts metrisch, so erhält man
—◡◡—◡—◡—◡—◡

—◡◡—◡ | —◡—
und bemerkt dabei im ersten Vers einen jambisch verlängerten 1. Pherekrateus (—◡◡—◡—◡) und im ersten Kolon des zweiten einen Adoneus (—◡◡—◡). Der Adoneus erscheint dann auch gleich noch einmal in den zitierten Versen von Goethe („Frü̱hling, Geli̱ebter | “) oder im ersten Vers von An Schwager Kronos („Spu̱de dich, Kro̱nos | “). Eine Ablösung der freien Rhythmen von den antikisierenden Metren beginnt erst danach bei Novalis (Hymnen an die Nacht) und setzt sich dann im Laufe des 19. Jahrhunderts weitgehend durch.
Weitere Beispiele finden sich bei:
- Heine (Nordseebilder)
- Eduard Mörike (Peregrina)
- Hermann Lingg
- Victor von Scheffel
- Ferdinand von Saar
- Nietzsche (Dionysos-Dithyramben)
- Detlev von Liliencron (Durchs Telephon)
- Arno Holz
- Rainer Maria Rilke (Duineser Elegien)
- Heinrich Lersch
- Franz Werfel
- René Schickele (Ode an die Engel in Menschheitsdämmerung)
- Georg Trakl
- Gottfried Benn (Karyatide)
- Johannes R. Becher (Mensch stehe auf, Vorbereitung)
- Bertolt Brecht
- Ingeborg Bachmann (An die Sonne, Anrufung des Großen Bären)

Von Ingeborg Bachmann als ein modernes Beispiel der Anfang ihres Gedichts An die Sonne:
Schöner als der beachtliche Mond und sein geadeltes Licht,

Schöner als die Sterne, die berühmten Orden der Nacht,

Viel schöner als der feurige Auftritt eines Kometen

Und zu weit Schönrem berufen als jedes andre Gestirn,

Weil dein und mein Leben jeden Tag an ihr hängt, ist die Sonne.

## Abgrenzung
Von freien Versen oder reimloser Lyrik der Moderne unterscheiden sich freie Rhythmen zum einen durch die größere Regelmäßigkeit der Rhythmisierung und durch den gehobenen, oft ekstatischen Ton. Im Grunde ist die Unterscheidung, was die metrische Form betrifft, jedoch unscharf und korrespondiert eher mit der Zuordnung zu einer literarischen Tradition. Daher wird man bei Werken, die aus der Tradition der romanischen Literaturen kommen, von freiem Vers, oder spezifischer von vers libre (französisch) oder verso libero (italienisch) sprechen, beziehungsweise in der englischen Literatur von free verse. Bei Werken, die aus der auf Klopstock und die Nachbildung feierlicher antiker oder biblischer Dichtung zurückgehen, ist es angemessener, von freien Rhythmen zu sprechen.
Nimmt man den hohen, ekstatischen Ton als Unterscheidungsmerkmal, so wird man in der modernen Lyrik auch Gedichte aus anderen Literaturen als in freien Rhythmen verfasst bezeichnen können, beispielsweise Arbeiten von Walt Whitman, Paul Claudel, T. S. Eliot und Dylan Thomas. Man wird dabei aber zur Kenntnis nehmen müssen, dass in der wissenschaftlichen Literatur zum Beispiel in Zusammenhang mit der Dichtung Walt Whitmans der Begriff free verse deutlich häufiger erscheint als free rhythm(s).
Eine andere deutsche Traditionslinie geht im Barock vom italienischen Madrigalvers aus, erscheint spezifisch bei Goethe als Faustvers und gilt wiederum als Vorläufer des freien Verses im Deutschen.

Die Bezeichnung freie Rhythmen ist schließlich zwar begriffsgeschichtlich begründet, aber nicht unumstritten. So schlug Gerhard Storz die Ergänzung freie, eigengesetzliche Rhythmen vor und Friedrich Beißner wollte vom eigenrhythmischen Vers sprechen. Beide Bezeichnungen konnten sich aber nicht etablieren.